# Абу Хамму III
Абу Хамму III Муса (араб. أبو حمو موسى الثالث; д/н — 1528) — 25-й султан Держави Заянідів у 1516—1517 і 1518—1528 роках.

## Життєпис
Син султана Абу Абдаллаха III. У 1516 році скористався заворушенням в Тлемсені під час похорону султана Абу Абдаллаха V, повалив свого небожа Абу Заян Ахмада і ставши новим султаном.
Підтвердив угоду 1514 року, за якою Держава заянідів визнала васальну залежність від Іспанії. Але того ж року після смерті короля Фернандо II почалися повстання проти іспанських залог в Магрибі. Арудж-реїс (старший брат Хайр ад-Діна Барбаросси) в 1516 році захопив Алжир, де оголосив себе султаном. Декілька спроб іспанців відвоювати втрачене місто не увінчались успіхом.
Абу Хамму III діяв на боці іспанців. Не раз переходило з рук у руки місто Тенес. Втім невдовзі Арудж з братом Ісхаком підкорили клан бану-рашид. Також ув'язнений Абу Заян Ахмад звернувся по допомогу до Аруджа. 1517 року, під час боїв за Тлемсен з загоном Арудж-реїса, Абу Хамму III зазнав поразки і втік до Марокко. В свою чергу Арудж шляхом перемовин зайняв Тлемсен, де відновив на троні Абу Заян Ахмада, але через декілька днів його стратив. Також влаштував різанину представників Заянідів та знаті.
У Фесі Абу Хамму почав перемовини з іспанцями для спільних дій проти Аруджа. У січні 1518 року Мартин де Арготе захопив фортецю Кала в землях бану-рашид. У травні того ж року Абу Хамму із зібраним 15-тисячним військом берберів з'єднався з 10-тисячною іспанською армією. Після декількох військових зіткнень союзники зайняли Тлемсен (тут загинув брат Аруджа — Ісхак), а потім в битві на річці Саладо завдали поразки Аруджу, який також загинув. Абу Хамму III було відновлено на троні.
Втім у серпні 1519 року не зміг з суходолу підтримати іспанську облогу Алжиру, оскільки не мав достатньо коштів для збору вояків. Також місцеве населення було невдоволене його союзом із християнами. Поразка іспанців під Алжиром призвела до того, що під владою Абу Хамму III залишилися лише західні області з Тлемсеном і Тенесом.
Помер 1528 року. Йому спадкував брат Абу Мухаммад II.